# Synagogue de Kazinczy utca
Ne doit pas être confondu avec Synagogue de Kazinczy utca (Miskolc).
La synagogue de Kazinczy utca (en hongrois : Kazinczy utcai zsinagóga, en hébreu : בית הכנסת ברחוב קזינצי בבודפשט) est une synagogue située dans le 7e arrondissement de Budapest.

## Histoire
À la fin du XIXe siècle, la communauté juive de Budapest se scinde en trois groupes. En 1909, l'idée de construire une synagogue pour le courant orthodoxe à Erzsébetváros est posée. Un terrain Kazinczy utca, propriété de la communauté juive orthodoxe de Pest (Pesti Autonóm Ortodox Izraelita Hitközség), est alors désigné pour accueillir le futur édifice. Le 25 juin, un concours d'architecture est lancé concernant la construction d'un vaste complexe comprenant la synagogue, mais aussi le siège de la communauté, une école maternelle, une école primaire et une cuisine collective. Au terme de plusieurs tours départageant les architectes József Porgesz, Sándor Skultetzky, Emil Ágoston, Sándor Löffler et Béla Löffler, c'est finalement le projet de József Porgesz et Sándor Skultetzky qui est retenu par le jury. Cette décision est cependant annulée en mai 1910 et ce sont les frères Löffler qui sont chargés de piloter la construction.
La première partie du complexe est achevée en 1911 avec l'édification des écoles et du siège de la communauté. Lancée en 1912, la construction de la synagogue arrive à terme en 1913 et est habilitée à fonctionner le 29 septembre de la même année.
La synagogue de Kazinczy utca devient très vite le cœur du judaïsme orthodoxe de Budapest, à quelques mètres de la Grande synagogue de tendance néologue. En 1928, un mikvé est inauguré et fonctionne jusque dans les années 1940. Située dans le ghetto de Budapest, la synagogue souffre de la Seconde Guerre mondiale. Les bâtiments détruits sont reconstruits en 1945 et le culte reprend de la même façon.